# Khutulun

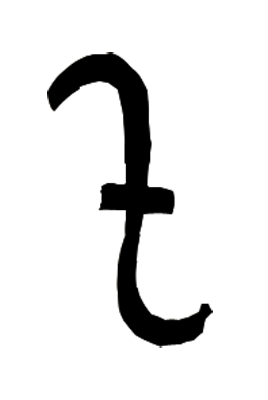
Tamgha de Qaïdu, Maison des Ögedeï.

Khutulun (c. 1260 – c. 1306) (signifiant toute blanche), aussi connue sous le nom de Aiyurug, Khotol Tsagaan ou Ay Yaruq (littéralement lune brillante en turkmène), est la fille la plus célèbre de Qaïdu et la nièce de Kubilai Khan. Son père apprécie ses aptitudes et elle l'accompagne durant ses campagnes militaires. Marco Polo et Rashid al-Din ont tous les deux écrit à propos d'elle.

## Biographie
Khutulun est née en 1260 environ. En 1280, son père, Qaïdu, devient le souverain le plus puissant d'Asie centrale, régnant sur les royaumes qui s'étendent de la Mongolie de l'ouest jusqu'à l'Oxus, et du plateau de Sibérie centrale jusqu'à l'Inde.
Marco Polo décrit Khutulun comme une guerrière extraordinaire, qui peut fondre dans les rangs ennemis et saisir un captif aussi facilement qu'un faucon saisit une poule. Elle aide son père dans de nombreuses batailles, notamment contre la dynastie Yuan menée par son cousin le Grand Khan, Kubilai (environ 1260-94).
Khutulun aurait exigé que tout homme souhaitant l'épouser doive d'abord la vaincre à la lutte et lui donner des chevaux s'il perd. Elle aurait gagné 10 000 chevaux en triomphant des potentiels prétendants.
Les ennemis de Khutulun prétendent qu'elle et son père ont une relation incestueuse, ce qui expliquerait sa résolution de ne pas se marier. Dans le but de protéger son père de ces rumeurs, elle décide de se marier avec l'un des guerriers et soutiens de son père, sans combat de lutte contre lui. L'identité de son mari varie selon les sources. Des chroniques affirment que son mari est un homme splendide qui a échoué à assassiner le père de Khutulun et qui a été fait prisonnier. D'autres sources le désignent comme étant le compagnon de Qaïdu du clan Choros. Rashid al-Din écrit que Khutulun est tombée amoureuse de Ghazan, souverain mongol en Perse[réf. nécessaire] tandis que Abū'l Qāsim Qāshānī donne un autre nom, Abtaqul ou Itqul. Son époux et leurs deux enfants sont noyés par des soutiens du khan Duwa, du khanat de Djaghataï,.
De tous les enfants de Qaïdu, Khutulun était la favorite et celle auprès de laquelle il demandait conseil et cherchait un soutien politique. Selon certains récits, il tente de la nommer en tant que successeur du khanat avant de mourir en 1301. Cependant, son choix n'est pas respecté, parce que des membres de la famille de sexe masculin réclament le trône. Quand Qaïdu meurt, Khutulun garde sa tombe avec l'aide de son frère, Orus. Ses autres frères, y compris Chapar, et un autre parent, Duwa, la mettent en difficulté, parce qu'elle résiste face à la décision de l'évincer de la succession. Elle meurt en 1306[réf. nécessaire].

## Dans la culture

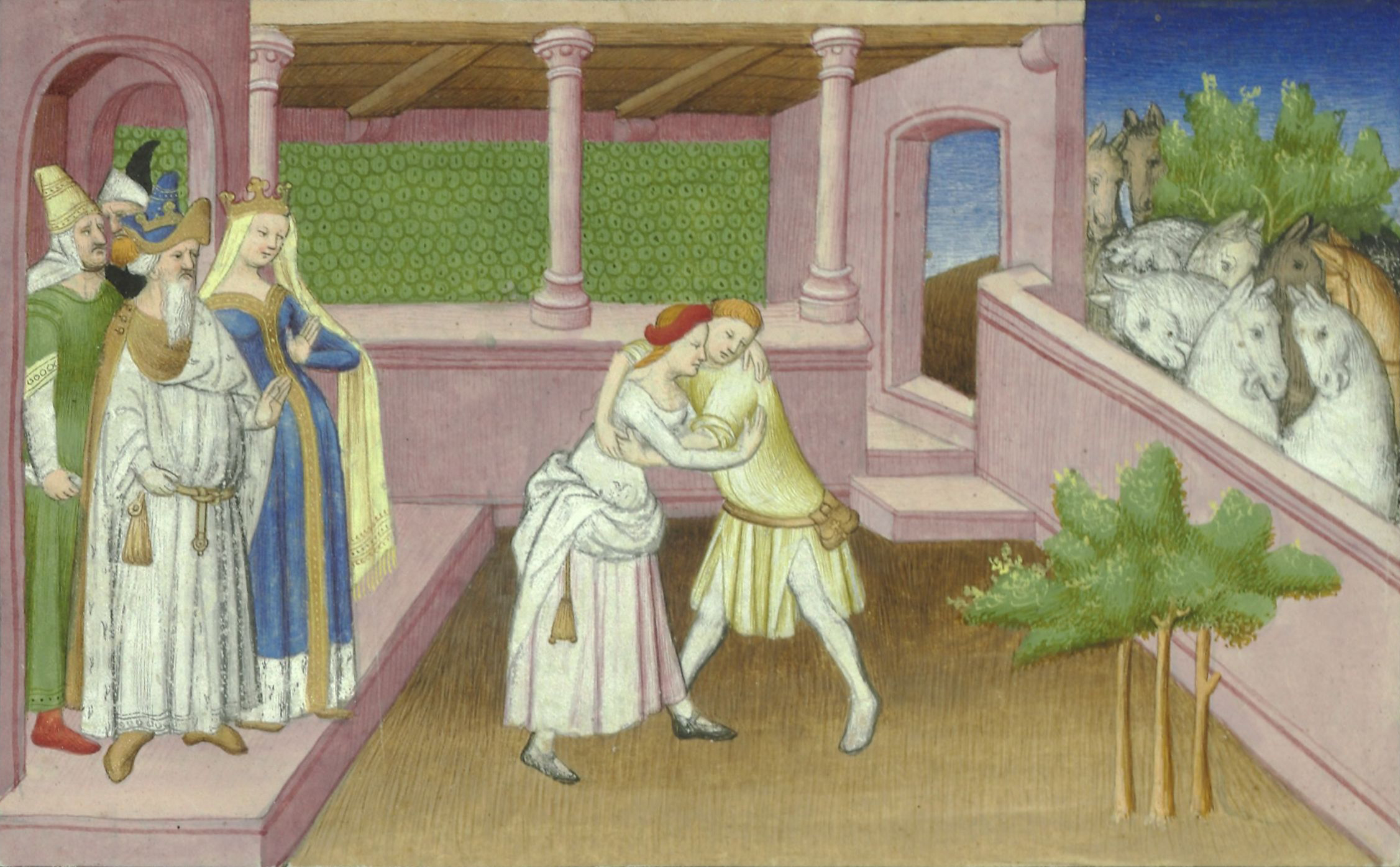
Khutulun fille de Qaidu, miniatures médiévales, 1410-1412.

Khutulun est certainement le personnage historique sur lequel est basé le personnage fictif de Turandot, qui est le sujet de nombreux ouvrages européens. Alors que dans la culture mongole elle est présentée comme une célèbre athlète et une guerrière, les adaptations artistiques européennes la peignent comme une femme fière qui a finalement succombé à l'amour.
Publié en 1710, le livre de François Pétis de la Croix de contes et de fables asiatiques contient une histoire dans laquelle Khutulun est appelée Turandot, mot perse (Turandokht توراندخت) signifiant « la fille de Turan », et fait référence à la fille de dix-neuf ans de Altoun Khan, l'empereur mongol de Chine. Dans l'histoire de Pétis de La Croix, à la place de lutter contre ses prétendants et de parier des chevaux, elle leur pose trois énigmes et ils sont exécutés s'ils ne peuvent pas les résoudre.
Cinquante ans plus tard, Carlo Gozzi écrit sa propre version, une pièce de théâtre dans laquelle Khutulun est une tigresse pleine de fierté implacable. Friedrich Schiller traduit et adapte la pièce en allemand, sous le nom de Turandot, Princesse de Chine en 1801.
La version la plus célèbre de Turandot est celle de Giacomo Puccini, sur laquelle il a travaillé jusqu'à sa mort en 1924.
Il y a de nombreuses histoires et romans d'écrivains Mongols à propos de Khutulun, comme Khotolon de Purev Sanj, La fille extraordinaire de Qaïdu, Khutulun de Ch. Janchivdorj, Khotol Tsagaan de Oyungerel Tsedevdamba, L'histoire du Khan Qaïdu de Batjargal Sanjaa, et La Princess Khutulun de B. Shuudertsetseg, etc.
Khutulun est jouée par Claudia Kim dans la série Netflix Marco Polo.
Le film Princess Khutulun ou The Princess Warrior, basé sur le roman Khotol Tsagaan Gunj de Baatarsuren Shuudertsetseg et dont l'action se situe durant la période de la dynastie Yuan est réalisé en 2021.